# Pimelodus ortmanni
Pimelodus ortmanni es una especie de peces de la familia Pimelodidae en el orden de los Siluriformes.

## Distribución geográfica
Se encuentran en Sudamérica: cuenca del río Paraná.